# Dioscorea mexicana

La Dioscorea mexicana, igname mexicaine ou cabeza de negro est une espèce d'igname du genre Dioscorea.
Dioscorea mexicana est une Dioscorea caudiciforme possédant un caudex en forme de dôme partiellement ou complètement au-dessus du sol avec une couche externe épaisse et ligneuse pouvant atteindre 90 cm de diamètre et 20  à   25 cm de hauteur. Le caudex de D. mexicana est divisé en plaques polygonales régulières qui deviennent protubérantes avec l'âge, et séparées par des fissures profondes. Les pampres annuels vigoureux — qui peuvent atteindre 9 m de long avant de mourir en hiver, qui poussent à partir du caudex — portent des feuilles cordées (en forme de cœur).
L'aire de répartition de Dioscorea mexicana s'étend de l'État de San Luis Potosí, dans le nord-est du Mexique, jusqu'au Panama,,,,,,. Elle est remarquable pour sa production de diosgénine, qui est un précurseur de la synthèse d'hormones telles que la progestérone. Russell Marker a développé l'extraction et la fabrication d'hormones à partir de D. mexicana chez Syntex. Plus tard, le commerce mexicain du barbasco s'est plutôt concentré sur Dioscorea composita, car cette variété a une teneur en diosgénine plus élevée.